# Potápník vroubený
Potápník vroubený (Dytiscus marginalis Linné, 1758) je představitelem brouků z čeledi potápníkovitých a jedním z největších vodních brouků světa.

## Popis
Dospělý brouk dosahuje délky 27–35 mm. Svrchní strana těla je hnědozelená s výrazným žlutým lemem po stranách krovek a po obvodu hrudi. Spodní strana těla je obvykle žlutá. Samci mají hladké krovky, samice rýhované s 10 podélnými rýhami. Lze hovořit o sexuálním dimorfismu. Samci mají na chodidlech prvního páru nohou přísavky sloužící k přidržování samice při kopulaci. Drobné přísavky jsou i na druhém páru nohou. Povrch těla brouků je pokryt vodu odpuzující látkou bránící promočení a napadení řasami a plísněmi a snižuje odpor vody při plavání. Třetí pár nohou je uzpůsoben k plavání, je pokryt dlouhými brvami, díky nimž nohy slouží jako vesla. Při záběru se brvy roztáhnou, čímž se zvětší plocha záběru. Jako zásobárna vzduchu slouží prostor pod krovkami. Pro nabrání vzduchu vynoří brouk konec zadečku nad hladinu. Tyto „nádechy“ provádí čtyřikrát až sedmkrát za hodinu.

## Způsob života
Potápníci (brouci i larvy) jsou dravci, živí se hmyzem, drobnými rybami, obojživelníky a dalšími vodními živočichy. Brouci se živí i mrtvým hmyzem, larvy jen živým. Dospělci dobře létají, hlavně v noci, a dokáží tak osídlit nové vodní plochy. K letu vylézají na vegetaci nebo vyvýšené předměty. Přistávají ale do vody. Ke vzletu vyprazdňuje brouk zvláštní zásobníky u konečníku (tzv. rektální ampule), v nichž je zapáchající směsice vody a trusu. Po přistání je opět naplní, aby byl dostatečně těžký a mohl se potopit.

## Stanoviště a výskyt
Žijí ve sladkovodních nádržích, rybnících a jezerech i v kalužích čisté vody. Zdržují se u břehu, kde je vodní vegetace. Výskyt je v České republice nehojný.

## Vývoj

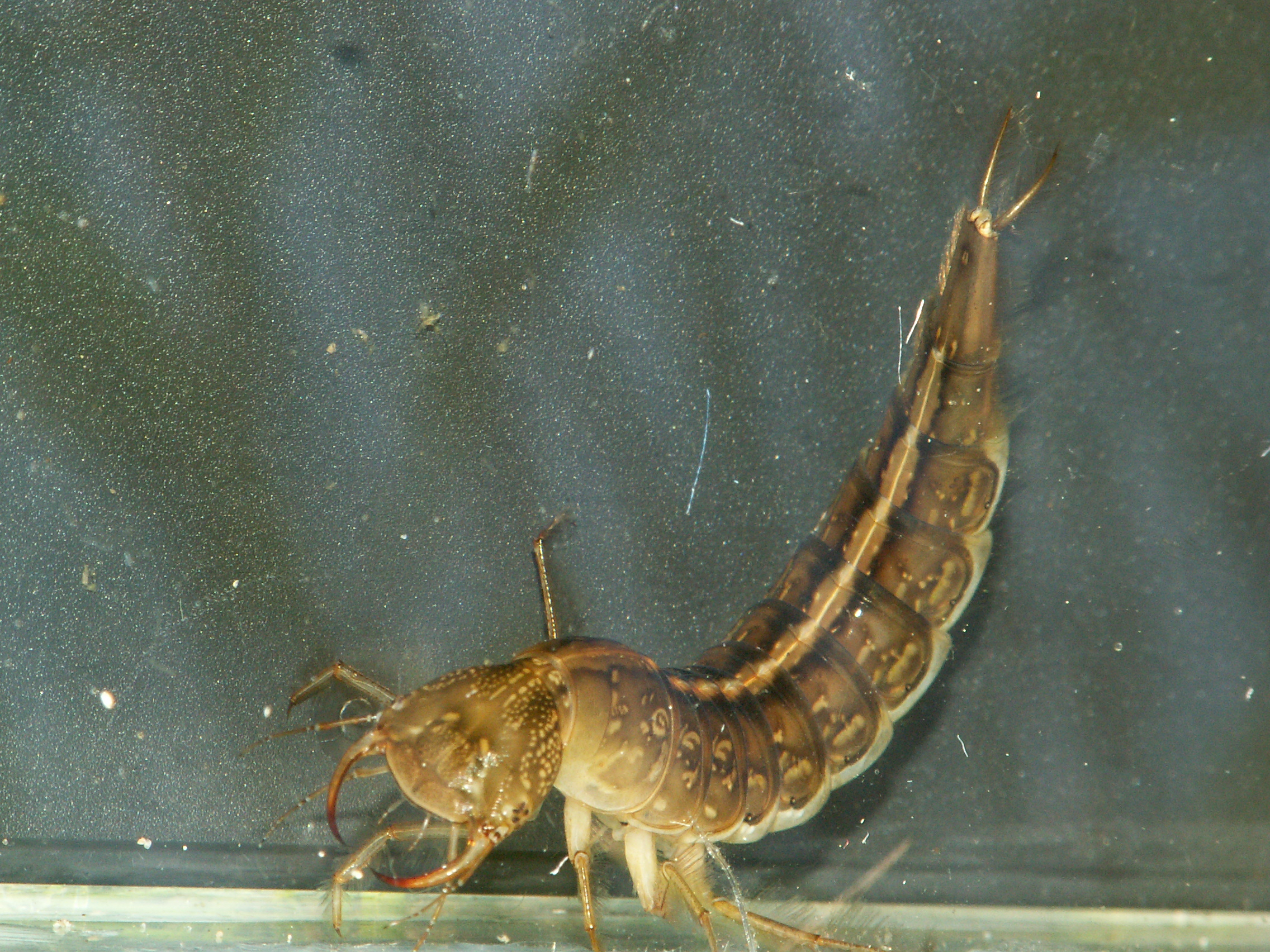
larva potápníka vroubeného

Brouci se páří na jaře. Samice pak kladélkem nařezává stonky vodních rostlin, kam klade po jednom vajíčku, které může být až 7 mm velké. Celkem naklade 500 až 1000 vajíček. Larvy se líhnou po asi čtyřech týdnech. Stadium larvy trvá pět až šest týdnů. Larva je dravá, má výrazně trojúhelníkovitou hlavu a dlouhá šavlovitá kusadla. Na nohou má brvy napomáhající k pohybu. Na konci těla má průduchy a přívěsky, jimiž nabírá vzduch na hladině, podobně jako dospělí brouci. Larvy se živí lovem. Oběti tráví mimotělně tak, že skrze kanálky v kusadlech do oběti vstříknou trávicí šťávy, a natrávenou hmotu poté kusadly vysají. Ústní otvor mají totiž uzavřený. Larvy dorůstají délky až 6 cm.
Kuklí se v komůrce, kterou vyhrabou ve vlhké půdě na břehu. Její vyhrabání trvá okolo 24 hodin. Kukla je prohnutá kvůli minimalizaci dotykové plochy s vlhkým podkladem, což brání napadení plísněmi. Kukla je volná, takže jsou zřetelné budoucí končetiny a tykadla. Toto stadium trvá dva týdny. Dospělec opouští komůrku až poté, co povrch těla ztvrdne a dostane konečnou barvu. Dospělí brouci jsou stádiem, které přezimuje.

## Nemoci
Potápníky napadají houby hmyzomorky, které infikují malpighické trubice.

## Rozšíření
Vyskytuje se ve většině Evropy od Skandinávie po Středozemí (s výjimkou Pyrenejského poloostrova a Řecka), dále na východ přes celou Asii až po Japonsko a v Severní Americe. V horách vystupuje až do 2500 m n. m.

## Ochrana
Tento druh není v ČR předmětem legislativní ochrany.